# Petit traité de manipulation à l'usage des honnêtes gens
Petit traité de manipulation à l'usage des honnêtes gens est un essai de psychologie sociale de Robert-Vincent Joule et Jean-Léon Beauvois paru en 1987, et réédité en 2002, 2014 et en 2024 aux Presses universitaires de Grenoble,.
Vendu en France à trois cent mille exemplaires au 15 août 2012,, et à cinq cent mille en 2022, il a aussi été traduit en dix langues. Cet ouvrage est un succès d'édition sans précédent dans sa discipline, la psychologie sociale, qu'il a contribué à faire connaître auprès du grand public.

## Description
Cet ouvrage de vulgarisation met en scène une certaine Madame O., personnage fictif qui réside en Dolmatie, pays également fictif. Sa vie est un drame parce qu'elle se montre incapable de déceler et de contrer les tentatives de manipulation de ceux qu'elle rencontre au quotidien, du commercial et du militant jusqu'au mendiant.
Les différentes saynètes dans lesquelles elle est mise en jeu sont l'occasion pour les auteurs de procéder à une description des mécanismes qui peuvent être mis en œuvre pour obtenir de tierces personnes sans aucune forme de persuasion des choses qu'elles n'auraient jamais concédées autrement.
Il s'ouvre sur une explication de ce qu'est une escalade d'engagement et se poursuit par la description des résultats obtenus par le biais d'un pied-dans-la-porte. La technique de la porte-au-nez est décrite plus loin, ainsi que d'autres tels que l'amorçage ou le pied-dans-la-bouche. L'ouvrage souligne également l'importance du toucher dans la réussite d'une opération de manipulation. Au total une trentaine de techniques dont l'efficacité est expérimentalement démontrée sont décrites et illustrées par l'utilisation que l'on peut en faire au quotidien.
Ce livre pourrait faire penser au livre Influence de Robert Cialdini, publié en 1984. Ce livre depuis renommé "Influence et manipulation" (titre de l'édition française) décrit aujourd'hui six leviers d'influences (réciprocité (sociale), sympathie, preuve sociale, autorité, rareté, engagement et cohérence, unité) qui ont été particulièrement repris en marketing. Mais une lecture comparative montre que ces deux ouvrages sont en fait très différents.

## Table des matières
- Chapitre 1 : Les pièges de la décision
- Chapitre 2 : L'amorçage
- Chapitre 3 : Un peu de théorie
- Chapitre 4 : Le pied-dans-la-porte
- Chapitre 5 : La porte-au-nez
- Chapitre 6 : Du pied-dans-la-bouche au pied-dans-la-mémoire : autres techniques de manipulation
- Chapitre 7 : Vers des manipulations de plus en plus complexes
- Chapitre 8 : La manipulation au quotidien 1. Amis et marchands
- Chapitre 9 : La manipulation au quotidien 2. Chefs et pédagogues
- Chapitre 10 : De la manipulation individuelle à la manipulation de masse : le cas du marketing

## Éditions
Robert-Vincent Joule et Jean-Léon Beauvois (préf. Jean-Claude Deschamps), Petit traité de manipulation à l'usage des honnêtes gens, Grenoble, Presses universitaires de Grenoble, 2002, 2e éd. (1re éd. 1987), 288 p. (ISBN 978-2-7061-1044-3)
Robert-Vincent Joule et Jean-Léon Beauvois, Petit traité de manipulation à l'usage des honnêtes gens, Grenoble, Presses universitaires de Grenoble, 2014, 3e éd. (1re éd. 1987), 320 p. (ISBN 978-2-7061-1885-2)
Robert-Vincent Joule et Jean-Léon Beauvois, Petit traité de manipulation à l'usage des honnêtes gens, Grenoble, Presses universitaires de Grenoble, 2024, 4e éd. (1re éd. 1987), 368 p. (ISBN 978-2-7061-5604-5)
Cette nouvelle édition augmentée (49 pages de plus) et actualisée a été réécrite par Robert-Vincent Joule, son co-auteur étant décédé en 2020. On y retrouve la même rigueur et le même humour mais l'ouvrage est plus précis, plus dynamique et plus complet (ajouts de 16 techniques d'influence). D’aucuns prétendent que ce n’est plus le même livre ou qu’il s’agit de son aboutissement.